# М'ясний пиріг

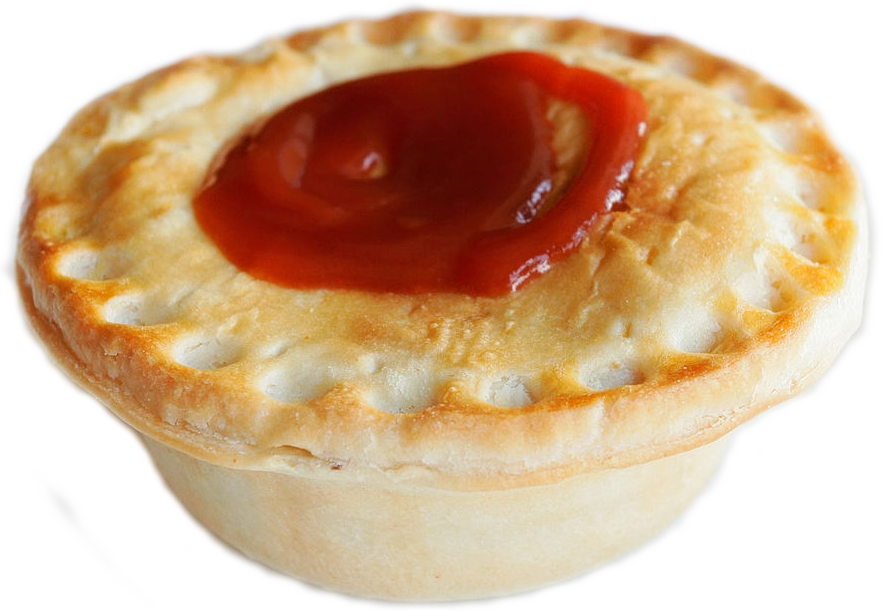
Австралійський м'ясний пиріг із томатним соусом

М'ясний пиріг — це пиріг із м'ясною начинкою та часто іншими пікантними інгредієнтами. Вони зустрічаються в кухнях усього світу.
М'ясні пироги зазвичай запікають, смажать або смажать у фритюрі, щоб підрум'янити їх і розвинути смак завдяки реакції Маяра. Багато сортів мають хрустку скоринку.

## Історія
Витоки м'ясного пирога відносяться до періоду неоліту, приблизно 9500 року до нашої ери. Версії того, що зараз відомо як пироги, були зображені на стінах давньоєгипетських гробниць, а також у давньогрецьких і римських текстах.
Дієта стародавніх єгиптян включала основні пироги з вівса, пшениці, жита та ячменю, заправлені медом і випечені на розжареному вугіллі. Греки використовували борошняно-водяний клейстер, схожий на тісто для пирогів, і начиняли його м'ясом. Такі пироги зазвичай смажили або готували під вугіллям. Римляни перейняли грецькі творіння, використовуючи різноманітне м'ясо, устриці, мідії, міноги та рибу як начинку та суміш борошна, олії та води для скоринки. Цю «кондитерську» обкладинку не було призначено для вживання в їжу, тому її викинули.
У Північній Європі кухарі готували випічку з салом і маслом, щоб отримати круте тісто, яке могло тримати вертикальний пиріг. Цю середньовічну випічку називали «трунами/трунами», тобто кошиком або ящиком, і являли собою пікантні м'ясні пироги з високими скоринками або тістом, прямими боками з герметичною підлогою та кришками. Тісто з відкритим тістом (не верхи чи кришки) було відоме як «пастки». Ці пироги містили м'ясне асорті та компоненти соусу, і їх випікали більше як сучасну запіканку без сковороди (сама скоринка була сковородою, її тісто було жорстким і неїстівним). Ці скоринки часто робили завтовшки кілька дюймів, щоб витримати багато годин випікання.
Деякі історики  припускають, що жорстку, майже неїстівну скоринку давали слугам, а лорди та леді їли вміст.
Ця випічка стала загальноприйнятою стравою в середньовіччі, а в XIV столітті її почали називати «пирогом» або «пирогом». Між 1387 і 1400 роками Джеффрі Чосер писав у «Кентерберійських оповіданнях» про кухаря, який «koude rooste, і sethe, і broille, і fry / Máken mortreux, і wel peče пиріг». Етимологія слова невідома, але воно може бути пов'язане з сорокою (її також називають «пиріг»), можливо, тому, що обидва були помічені, або тому, що птах збирає різноманітні предмети, і майже все можна загорнути в тісто та приготувати.
Французи та італійці спеціалізувалися на новому визначенні тіста для пирога, зробивши його пластівшим і смачнішим завдяки новим методам додавання масла, розкачування та згортання тіста. У 1440 році Паризька кондитерська гільдія була визнана та почала розширювати свою продукцію — і тому почали використовувати щось на кшталт сучасної скоринки.
Колонізатори рознесли м'ясні пироги по всьому світу. Скоринка пирога допомагала зберегти їжу взимку. Пироги не були популярними у Сполучених Штатах до 1800-х років, і сьогодні більшість пирогів у Сполучених Штатах є безм'ясними та солодкими, за винятком горщикового пирога. З іншого боку, в Канаді збереглися як англійські, так і французькі традиції м'ясних пирогів, зокрема культовий французько канадський туртьєр.

## Регіональні відмінності

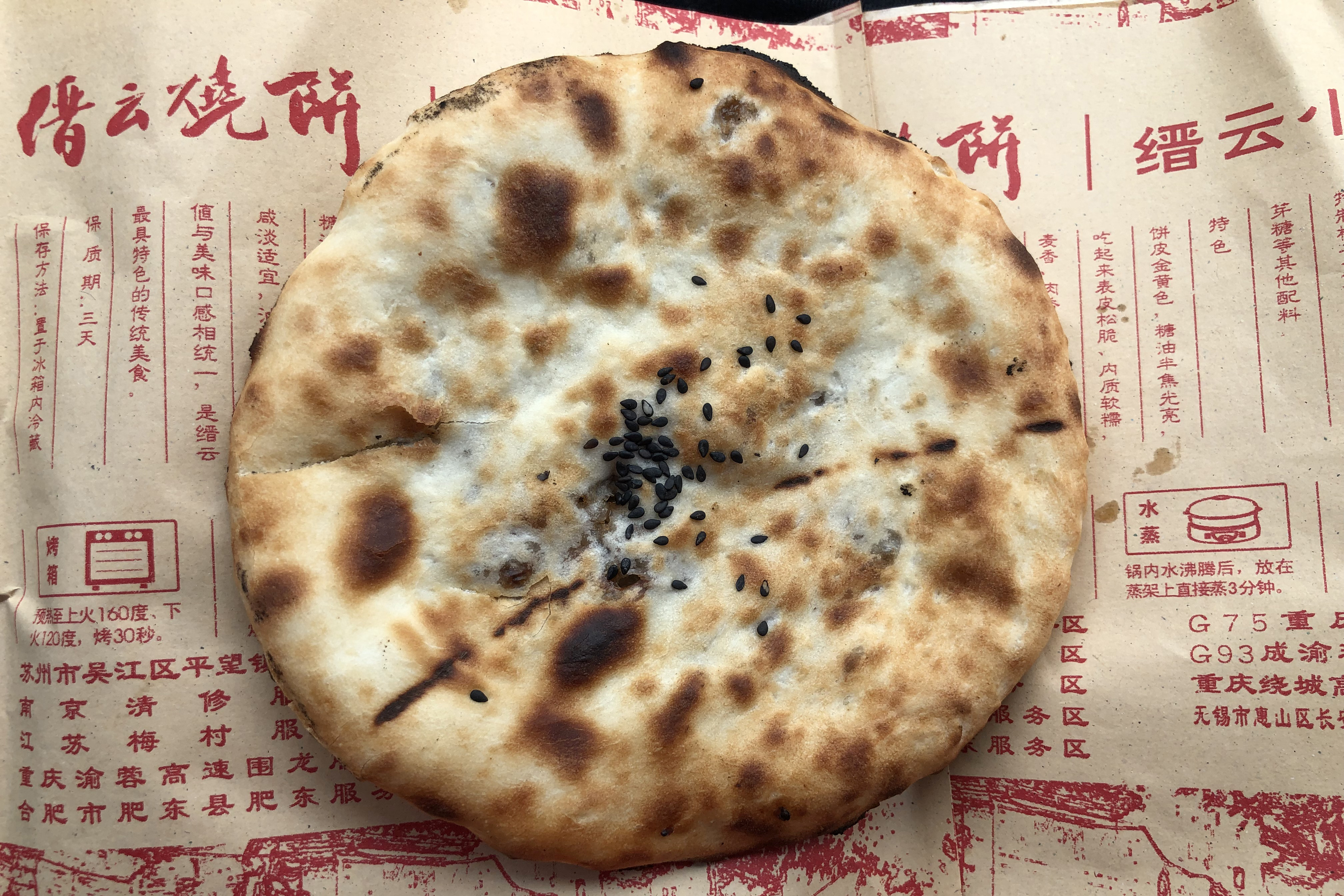
Jinyun shaobing, м'ясний пиріг походить з округу Цзіньюнь, Чжецзян, Китай

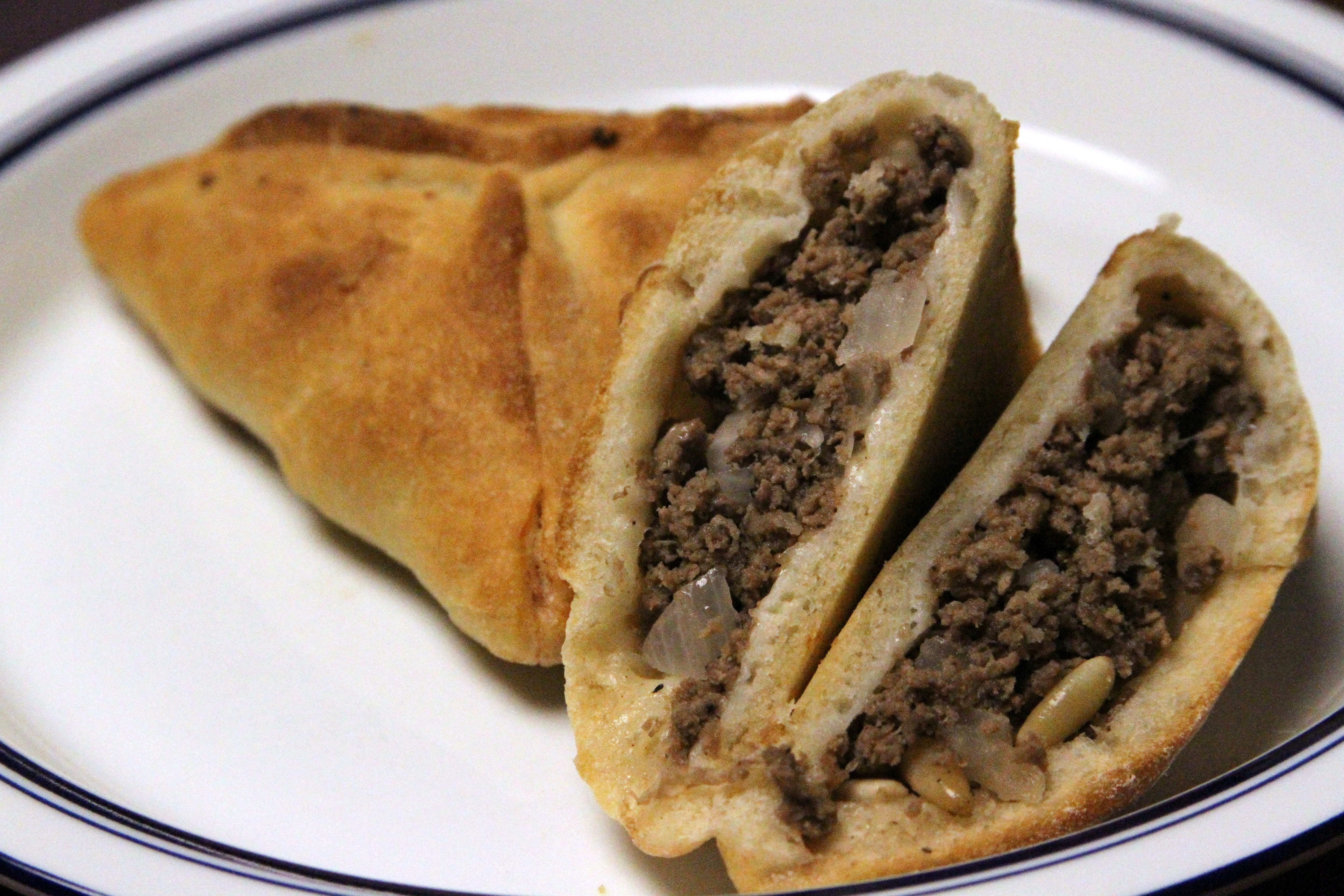
Фатаєр, м'ясний пиріг у кухні Близького Сходу

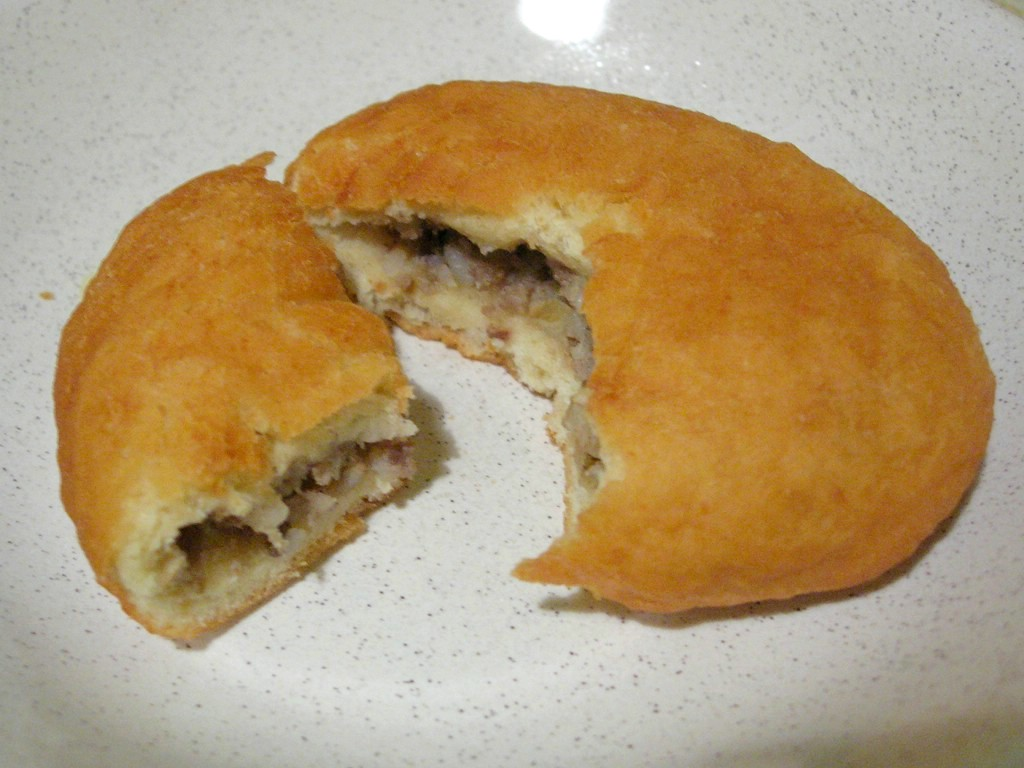
Lihapiirakka, м'ясний пиріг у фінській кухні

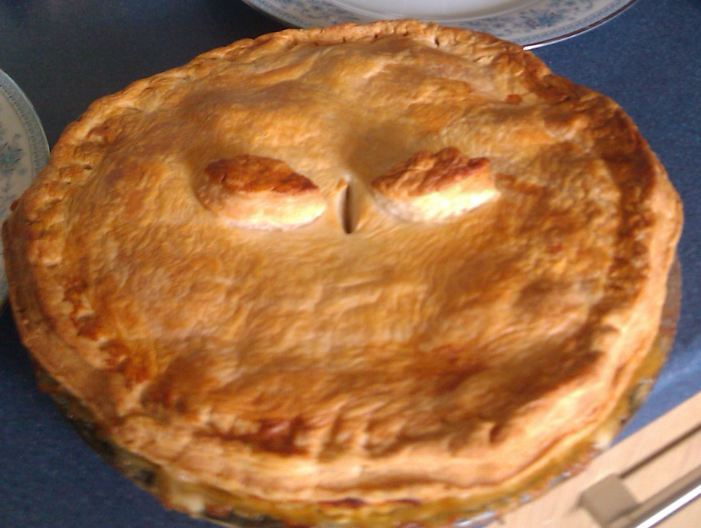
Курячий пиріг

М'ясний пиріг Natchitoches є однією з офіційних державних страв американського штату Луїзіана.
Західноафриканський м'ясний пиріг схожий на ямайський яловичий пиріжок. Його можна запікати або смажити, а начинка може бути практично будь-якою: від яловичого фаршу з картоплею та морквою (найпоширенішим) до просто цибулі та помідорів.
Латиноамериканські м'ясні емпанади можуть бути пирогами або частіше тістечками; використовують різні кондитерські оболонки і начинки, їх можна запікати або смажити. Емпанади зазвичай містять багато цибулі та зеленого або червоного перцю в поєднанні з м'ясом або рибою. Тісто для емпанади має багато форм: від кукурудзяного борошна до листкового. Наприклад, у Чилі, Аргентині, Болівії, Колумбії, Еквадорі, Пуерто-Рико та Перу використовують яловичий фарш з оливками, смажене яйце, свинину, нарізаний кубиками стейк, навіть сир і салямі.
Австралійська версія ірландського стейка та пирога Гіннесса має начинку з круглого стейка з пивом Guinness Stout, беконом і цибулею. Його подають із картопляними чипсами та овочами, і він популярний в ірландських пабах. В Австралії м'ясний пиріг є звичайним напівфабрикатом, який часто можна знайти на автозаправних станціях, у пабах, ресторанах, пекарнях, супермаркетах і магазинах.
Близькосхідні м'ясні пироги називаються сфіха і містять яловичий фарш, оливкову олію, йогурт, тахіні, запашний перець, цибулю, помідори та кедрові горіхи. Грецькі м'ясні пироги називаються креатопіта і містять яловичий фарш, цибулю та сир фета. Начинка для креатопіта загортається у філо тісто. Індійські м'ясні пироги називаються самоса і зазвичай містять горох, картоплю зі спеціями, коріандр, сочевицю або яловичий чи курячий фарш і часто подають із чатні.
У Туркменістані м'ясний пиріг називають шлеклі або вівчарський пиріг. Традиційно шлеклі випікали пастухи, закопуючи їх у гарячий пісок туркменської пустелі та вугілля. Сьогодні шлеклі в основному запікають у духовці, але традиційний спосіб все ще зберігся туркменськими пастухами.
Китайські м'ясні пироги мають кілька варіацій, зокрема м'ясний пиріг Сянхе.

## Подальше читання
- Mack, Robert, ред. (2007). Sweeney Todd: The Demon Barber of Fleet Street. Oxford University Press. ISBN 978-0-19-922933-8.